# Tours Speedway
Il Tours Speedway era un circuito automobilistico francese, situato a Tours, nella regione Centro-Valle della Loira.
Il circuito ovale, allestito nel parcheggio del Parc des Expositions a est della città, presentava una lunghezza di 575 m (0,357 mi) con 4 curve sopraelevate; le prime due con un banking di 10.5° (18.5%) e le rimanenti con una pendenza di 9° (16%).
L'utilizzo della pista era strettamente legato alla NASCAR Whelen Euro Series, edizione europea del campionato NASCAR. L'autodromo ha ospitato due gare per ogni stagione della serie dal 2012 al 2016 e nel 2018.
Il 2 ottobre 2018 Tours ha annunciato che la gara della NASCAR Whelen Euro Series del 2018 sarebbe stata l'ultima gara NASCAR su questa pista.